# Bangor (navire)
Pour les articles homonymes, voir Bangor.
Le Bangor est un navire roulier construit en 2006 par Alstom Leroux Naval pour le compte du Conseil général du Morbihan. D'abord armé par la Compagnie morbihanaise de navigation, il est exploité par la Compagnie Océane depuis le 1er janvier 2008 sur la ligne maritime Quiberon - Belle-Île avec le Vindilis.

## Histoire

### Projet
Les premières études pour la construction du Bangor débutent en 2002. À cette époque, le Conseil général du Morbihan souhaite la mise en service d'un roulier neuf du même type que le Vindilis, en service depuis 1998, afin de remplacer l’Acadie, lancé en 1971. Le souhait du Conseil Général, outre la volonté de donner à ce nouveau navire une allure de petit paquebot, est de faire acquisition d'une unité polyvalente, pouvant naviguer aussi bien sur la ligne Quiberon - Belle-Île que sur la ligne Lorient - Groix. Ses dimensions sont donc plus modestes que celles du Vindilis. Avec un maximum de 46 m de long, 12 m de large et 2,80 m de tirant d'eau, il doit pouvoir transporter 450 passagers et 32 véhicules légers à la vitesse de 12 nœuds.

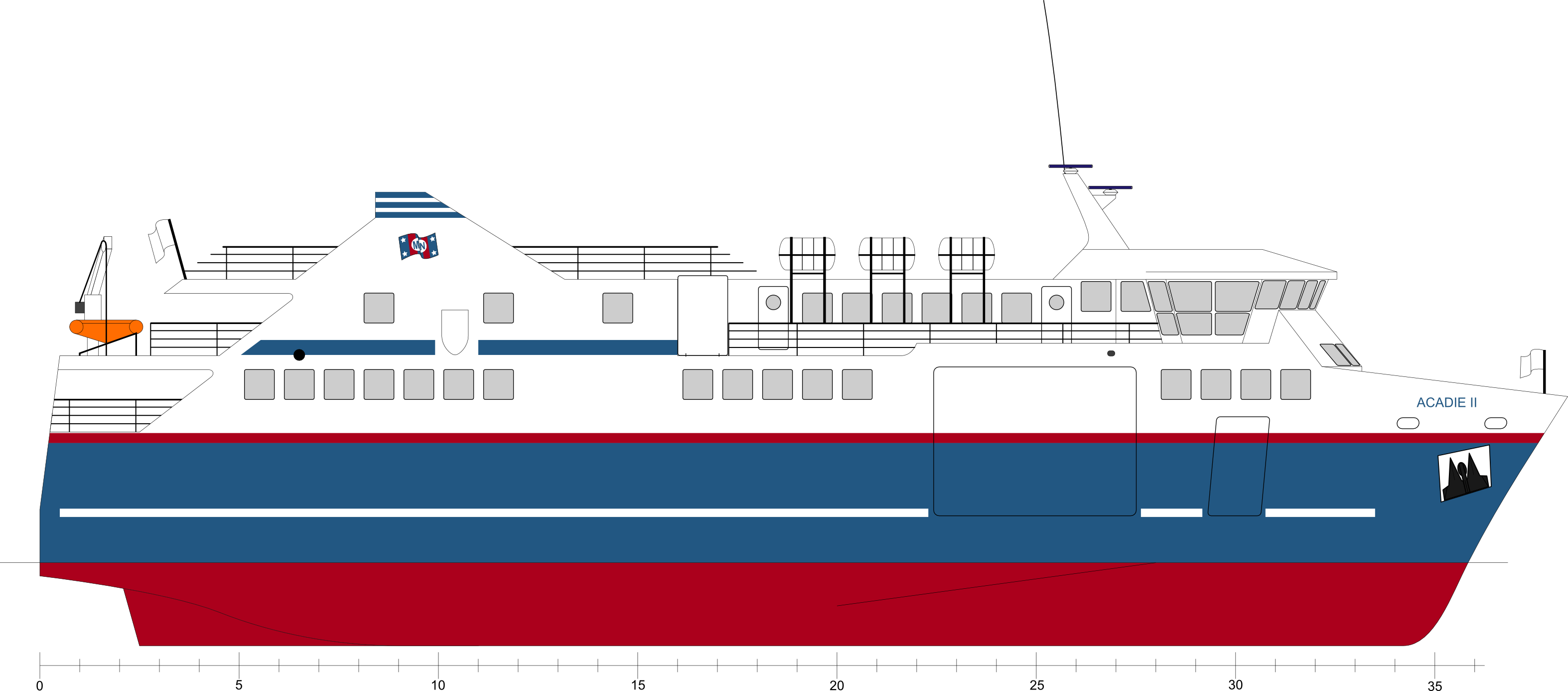
Première esquisse du futur Bangor, présentée sous le nom "Acadie II" (2003)

### Construction et mise en service
La commande est attribuée en 2004 au chantier Alstom Leroux Naval, situé au Rohu à Lanester. Le chantier débute à la fin de l'année.
Les caractéristiques définitives sont les suivantes :
- Longueur : 46,10 m
- Largeur : 12,00 m
- Tirant d'eau : 2,75 m
- Passagers : 450
- Véhicules : 32 véhicules légers, ou 3 poids lourds et 15 véhicules légers
- Propulsion : 2 propulseurs azimutaux et deux propulseurs d'étrave électriques

L'aménagement général est assez peu différent du Vindilis. Les deux premiers ponts sont presque entièrement dédiés aux véhicules et marchandises. L'accès se fait au moyen de 2 tabliers articulés disposés symétriquement à l'avant, la partie supérieure actionnée par vérin assurant l'étanchéité des accès, et par un troisième tablier est situé à l'arrière devant permettre l'embarquement à la gare maritime de Lorient. Le garage d'une hauteur sous barrots de 4,60 m, accueille un car-deck pouvant supporter 12 véhicules légers.
Les passagers sont répartis sur 3 ponts. À l'avant sur le pont 2, dans un petit salon panoramique prévu pour 26 passagers ; En arrière de la timonerie, sur presque toute la longueur du pont 3, un grand salon pour 182 passagers, et une plage arrière pour 73 passagers ; au pont 4 en extérieur prévu pour 173 passagers. L'embarquement se fait par deux échelles de coupée symétriques en avant du garage, et sur bâbord arrière à Lorient.
Le Bangor est lancé le 28 février 2006 et conduit au quai d'armement le même jour. Les essais débutent en mai et le Bangor prouve sa conformité avec le cahier des charges.

### Service actif
Le Bangor est mis en service le 7 juin 2006. D'abord affecté pour 3 semaines à la liaison Lorient - Groix, afin de tester la faisabilité d'un sister-ship, il rejoint Belle-Île le 23 juin 2006 après avoir été baptisé à Lorient.
Cette arrivée signifié la mise en réserve de l’Acadie, et la sortie de flotte du vénérable Guerveur, qui sera transformé en navire événementiel quelques années plus tard.
Le Bangor est rejoint en juin 2008 par l’Île de Groix, sister-ship ayant bénéficié des retours d'exploitation du Bangor et adapté pour la desserte de Groix.